# Гофер-Флетс (Орегон)
Гофер-Флетс (англ. Gopher Flats) — переписна місцевість (CDP) в США, в окрузі Уматілла штату Орегон. Населення — 329 осіб (2020).

## Географія
Гофер-Флетс розташований за координатами 45°39′57″ пн. ш. 118°43′21″ зх. д. / 45.66583° пн. ш. 118.72250° зх. д. (45.665942, -118.722499).  За даними Бюро перепису населення США в 2010 році переписна місцевість мала площу 5,45 км², уся площа — суходіл.

## Демографія
Згідно з переписом 2010 року, у переписній місцевості мешкало 379 осіб у 161 домогосподарстві у складі 82 родин. Густота населення становила 69 осіб/км².  Було 170 помешкань (31/км²).
Расовий склад населення:
| - 82,1 % — білих - 13,2 % — корінних американців - 0,3 % — чорних або афроамериканців |

До двох чи більше рас належало 4,5 %. Частка іспаномовних становила 1,1 % від усіх жителів.
За віковим діапазоном населення розподілялося таким чином: 15,0 % — особи молодші 18 років, 54,9 % — особи у віці 18—64 років, 30,1 % — особи у віці 65 років та старші. Медіана віку мешканця становила 53,1 року. На 100 осіб жіночої статі у переписній місцевості припадало 81,3 чоловіків;  на 100 жінок у віці від 18 років та старших — 75,0 чоловіків також старших 18 років.
Середній дохід на одне домашнє господарство  становив 52 553 долари США (медіана — 39 219), а середній дохід на одну сім'ю — 65 388 доларів (медіана — 60 893). За межею бідності перебувало 32,1 % осіб, у тому числі 82,7 % дітей у віці до 18 років та 11,9 % осіб у віці 65 років та старших.
Цивільне працевлаштоване населення становило 133 особи. Основні галузі зайнятості: освіта, охорона здоров'я та соціальна допомога — 30,8 %, роздрібна торгівля — 14,3 %, мистецтво, розваги та відпочинок — 11,3 %.